# 弗魯布利夫卡
50°6′5″N 27°55′3″E / 50.10139°N 27.91750°E
弗魯布利夫卡（烏克蘭語：Врублівка），是烏克蘭北部的村莊，隸屬日托米爾州的日托米爾區。該村始建於1585年，面積552.9平方公里，海拔高度247米，2001年人口1,126。